# Bauchioceras
Bauchioceras – rodzaj głowonogów z podgromady amonitów.
Żył w okresie kredy (turon).